# Liste der höchsten Brücken in Österreich
Dies ist eine Auflistung der höchsten Brücken in Österreich. Sie ist insbesondere für Hänge-/Schrägseilbrücken unvollständig und ist ggf. zu ergänzen bzw. zu korrigieren.

## Pfeiler-/Bogenbrücken
| Name                                | Ort                    | Lage | Höhe  | Höhe höchster Pfeiler | Nutzung                    | Eröffnungsjahr |
| ----------------------------------- | ---------------------- | ---- | ----- | --------------------- | -------------------------- | -------------- |
| Europabrücke                        | Schönberg im Stubaital | ⊙    | 190 m | 146,5 m               | Brenner Autobahn           | 1964           |
| Talübergang Lavant                  | Wolfsberg              | ⊙    | 165 m |                       | Süd Autobahn               | 1981/2007      |
| Talübergang Schottwien              | Semmering              | ⊙    | 130 m | 75 m                  | Semmering Schnellstraße    | 1981/2007      |
| Pfaffenbergbrücke                   | Pfaffenberg            | ⊙    | 120 m | ? m                   | Tauernbahn                 | 1971           |
| Großdorfer Brücke                   | Lingenau               | ⊙    | 116 m | ? m                   | Großdorfer Straße          | 1982           |
| Talübergang Larzenbach              | Hüttau                 | ⊙    | 114 m | ? m                   | Tauern Autobahn            | 1971           |
| Lindischgrabenbrücke                | Pfaffenberg            | ⊙    | 110 m | ? m                   | Tauernbahn                 | 1978           |
| Bernbachbrücke                      | Unterauerling          | ⊙    | 102 m | ? m                   | Süd Autobahn               | 1982           |
| Hangbrücke Kremsbrücke/Pressingberg | Kremsbrücke            | ⊙    | 100 m | ? m                   | Tauern Autobahn            | 1980           |
| Brücke über die Große Mühl          | Neufelden              | ⊙    | 100 m | ? m                   | Rohrbacher Straße          | 1982           |
| Äußere Nösslachbrücke               | Nösslach               | ⊙    | 96 m  | ? m                   | Brenner Autobahn           | 1982           |
| Jörg-Haider-Brücke                  | Bleiburg/Ruden         | ⊙    | 96 m  |                       | Lippitzbacher Landesstraße | 2005           |
| Jauntalbrücke                       | Bleiburg/Ruden         | ⊙    | 96 m  | ? m                   | Jauntalbahn                | 1964           |
| Talübergang Leoben                  | Leoben                 | ⊙    | 90 m  | ? m                   | Tauern Autobahn            |                |
| Talübergang Eisentratten            | Eisentratten           | ⊙    | 90 m  | ? m                   | Tauern Autobahn            |                |
| Lingenauer Hochbrücke               | Lingenau               | ⊙    | 90 m  |                       | Hittisauer Straße          | 1969           |
| Falkensteinbrücke                   | Pfaffenberg            | ⊙    | 90 m  |                       | Tauernbahn                 | 1974           |
| Trisannabrücke                      | Tobadill               | ⊙    | 88 m  | ? m                   | Arlbergbahn                | 1884           |
| Angertalbrücke                      | Bad Hofgastein         | ⊙    | 85 m  | ? m                   | Tauernbahn                 | 1905           |

## Hänge-/Schrägseilbrücken
| Name                  | Ort                   | Koordinaten                | Höhe | Höhe höchster Pfeiler | Gebrauch | Eröffnungsjahr |
| --------------------- | --------------------- | -------------------------- | ---- | --------------------- | -------- | -------------- |
| Benni-Raich-Brücke    | Arzl im Pitztal       | 47.206400155 N 10.768996 E | 94 m | ? m                   | Fußweg   | 1995           |
| Donaustadtbrücke      | Wien                  | 48.209444 N 16.436389 E    | 85 m | 85 m                  | U-Bahn   | 1997           |
| Andreas-Maurer-Brücke | Hainburg an der Donau | 48.146088 N 16.908215 E    | 77 m | 77 m                  | Straße   | 1973           |
| VÖEST-Brücke          | Linz                  | 48.319546 N 14.29892 E     | 65 m | 65 m                  | Straße   | 1972           |

- Karte mit allen Koordinaten:
- OSM |
- WikiMap